# Кантон Ури
Кантон Ури (скраћеница UR) је кантон у средишњем делу Швајцарске. Главни град је град Алтдорф.
Ури Кантон је један од три кантона оснивача Швајцарске (пракантона), који су се удружили 1291. г. Такође се сматра да је из овог краја потекао Виљем Тел.

## Природне одлике
Кантон Ури је изразито планинског карактера и налази се у средишњим Алпима, на северној страни превоја Свети Готхард, а јужно од Луцернског језера. Највиши врх је на 3.630 метара. Кроз ову област протиче река Ројс. Површина кантона Ури је 1.077 km².

## Историја
Ури Кантон је један од три кантона оснивача Швајцарске (пракантона), који су се удружили 1291. г. Такође се сматра да је из овог краја потекао Виљем Тел.

## Становништво и насеља
Кантон Ури је имао 35.162 становника 2009. г.
У кантону Ури говори се немачки језик, који је и једини званични језик. Становништво је углавном римокатоличко (86%), а мањински протестантско (6%).
Највећа насеља су:
- Алтдорф, 19.000 ст. - главни град кантона
- Шатдорф, 19.000 становника.
- Бурглен, 17.000 становника.

## Привреда
Главне привредне гране су: шумарство, туризам и производња хидро-електричне енергије.

## Галерија слика
- Андермат, познато зимско одредиште
- Тзв. Урненски Алпи
- Споменик Виљему Телу у Алтдорфу
- Долина реке Реус